# Erenna cornuta
Erenna cornuta är en nässeldjursart som beskrevs av Grace Odel Pugh 200. Erenna cornuta ingår i släktet Erenna och familjen Erennidae. Inga underarter finns listade i Catalogue of Life.